# Mario Sorrenti

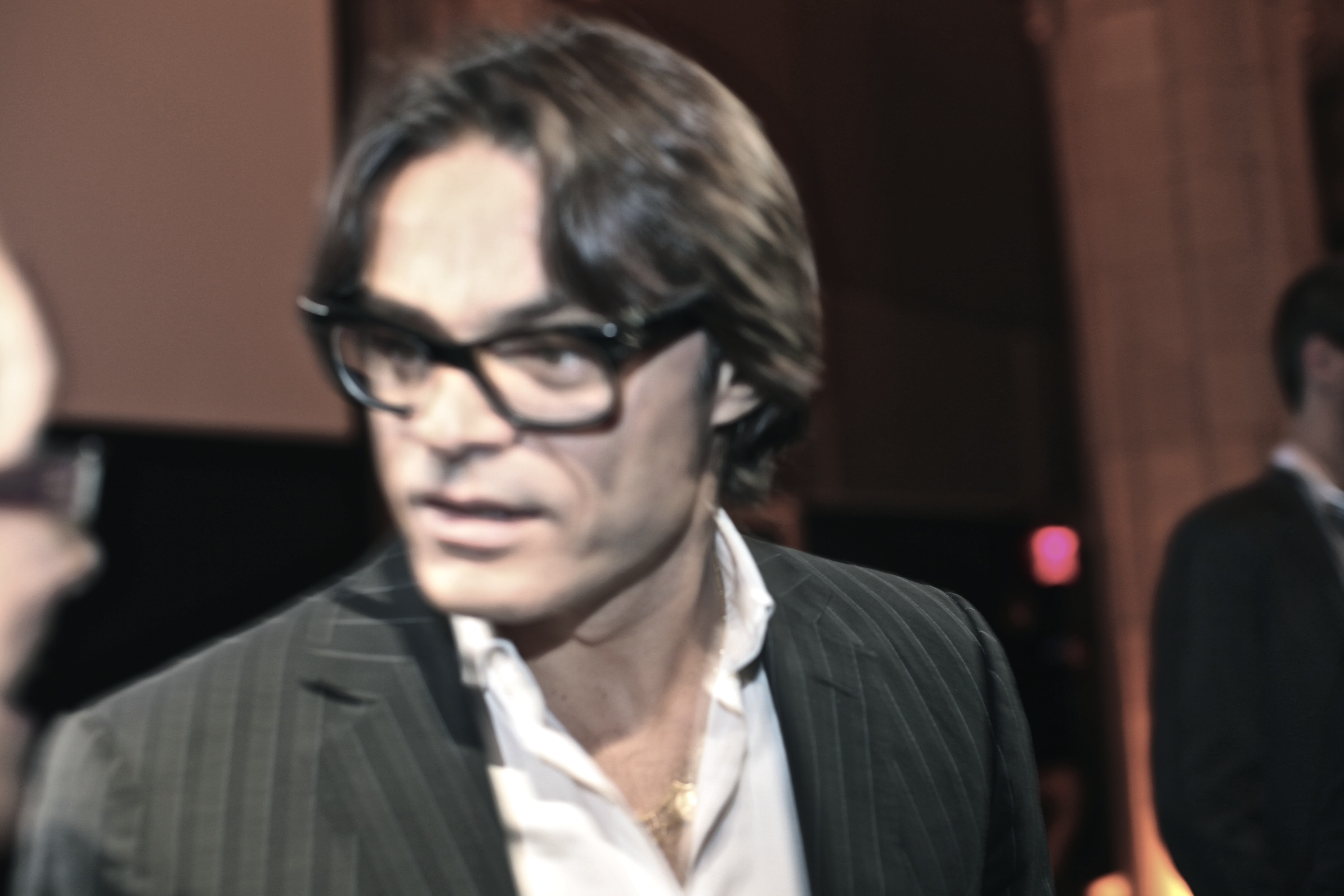

Mario Sorrenti (* 24. Oktober 1971 in Neapel, Italien) ist ein US-amerikanischer Fotograf, dessen Fotoserien mit nackten Fotomodellen in den Modezeitschriften Vogue und Harper’s Bazaar Aufmerksamkeit erregten.

## Leben
Sorrenti wurde in Neapel als Sohn der Anzeigenagentin Francesca Sorrenti geboren. Als er zehn Jahre alt war, ging er mit seiner Mutter nach New York City, wo er noch heute lebt und arbeitet.
Zu Sorrentis bekanntesten Arbeiten zählen Werbefilme für die Modemarke Calvin Klein, Fotoaufnahmen mit dem Fotomodell Kate Moss für das Parfum „Obsession“ und für den Pirelli-Kalender des Jahres 2012. Er arbeitet zurzeit exklusiv für die Werbeagentur Art Partner, nachdem er vorher für Marken wie Lancôme, Paco Rabanne und Benetton fotografiert hatte.
Für verschiedene Musikproduktionen verantwortete Sorrenti seit 1995 die Fotografien, so zum Beispiel für „Fijación Oral Vol. 1“ von Shakira und andere Musikveröffentlichungen.
Sorrenti ist der ältere Bruder des Modefotografen Davide Sorrenti (1976–1997), der 1997 an einer Überdosis Heroin verstarb.

## Veröffentlichungen
- The Machine. Stromboli at Steidl, Paris/Göttingen 2004, ISBN 3-88243-793-6. (Fotografie-Studie über Davide Sorrenti)
- Draw Blood for Proof. Steidl, Göttingen 2011, ISBN 978-3-86930-303-1.